# Цховребов, Иван Давидович
Ива́н Дави́дович Цховре́бов (осет. Цыхуырбаты Иуан, 1913 — 18 декабря 1943) — командир взвода 1118-го стрелкового полка 333-й стрелковой дивизии 6-й армии 3-го Украинского фронта, младший лейтенант. Герой Советского Союза.

## Биография
Родился в 1913 году в селе Тигва ныне Знаурского района Южной Осетии в крестьянской семье. Осетин. Окончил 7 классов. Работал счетоводом в колхозе, военруком Знаурской средней школы.
В Красной Армии с 15 октября 1936 года. На фронте в Великую Отечественную войну с 5 июля 1942 года. Член ВКП(б) с 1943 года.
Воевал в составе 333-й стрелковой дивизии. Летом и осенью участвовал в Донбасской и Запорожской наступательных операциях, в освобождении городов Павлоград, Синельниково и Запорожье. В ночь на 26 сентября форсировал Днепр в районе села Петро-Свистуново Запорожской области, захвате и удержании плацдарма. Затем после перегруппировки дивизии был переправлен на восточный берег Днепра и вёл бои по освобождению города Запорожье. За освобождение города Синельниково приказом ВГК от 8 сентября 1943 года дивизии было присвоено почетное наименование «Синельниковская», а за овладение города Запорожье она награждена орденом Красного Знамени (14.10.1943).
После освобождения города Запорожье его часть вошла в состав 6-й армии 3-го Украинского фронта. В ночь на 26 ноября 333-я стрелковая дивизия вновь форсировала р. Днепр южнее острова Хортица, уничтожила и захватила в плен более 1000 немецких солдат и офицеров, 4 артиллерийские и 6 минометных батарей с полным комплектом боеприпасов. За эти бои 32 солдата и офицера дивизии были удостоены звания Героя Советского Союза, в их числе и младший лейтенант Цховребов. 
Командир взвода 1118-го стрелкового полка младший лейтенант Иван Цховребов в ночь на 26 ноября 1943 года в числе первых со вверенным ему взводом переправился через реку Днепр в районе села Каневское Запорожского района Запорожской области Украины и двое суток удерживал захваченный рубеж, обеспечивая форсирование реки другими подразделениями 1118-го стрелкового полка.
Из наградного листа:

26 ноября 1943 года при форсировании реки Днепр для овладения плацдармом на правом берегу под сильным артиллерийско-миномётным и пулемётным огнём младший лейтенант Цховребов умело организовал переправу своего взвода, без потерь высадился преодолев проволочное препятствие и с криком «Ура!» повёл свой взвод на штурм вражеской обороны, забрасывая траншею врага гранатами. В результате стремительной атаки противник в панике стал отходить, а младший лейтенант Цховребов со своим взводом преследовал его уничтожая оружейным огнём. В боях за овладении плацдарма и расширение его младший лейтенант Цховребов со своим взводом отразил 5 контатак противника и уничтожил 3 пулемётные точки и свыше 20 фрицев, а также взял в плен 2-х фрицев. Сам лично младший лейтенант Цховребов уничтожил 8 гитлеровцев.
За умелое управление взводом и личный героизм, проявленный в боях, хотатаймтвую о присвоении младшему лейтенанту Цховребову звания «Героя Советского Союза».
Командир 1118 стрелкового полка майор Мякотин
2 декабря 1943 года— Наградной лист на младшего лейтенанта Цховребова к званию Героя Советского Союза
Указом Президиума Верховного Совета СССР от 22 февраля 1944 года за образцовое выполнение боевых заданий командования на фронте борьбы с немецко-вражеским захватчиками и проявленные при этом мужество и героизм младшему лейтенанту Цховребову Ивану Давидовичу посмертно присвоено звание Героя Советского Союза.
В одном из боём 18 декабря 1943 года Цховребов погиб. Похоронен в селе Каневское.

## Память
- В Цхинвале к 75-летию победы в Великой Отечественной войне портрет Ивана Цховребова работы местных художников Коста Джиоты и Карины Дзигоевой украсил стену жилого дома.
- На могиле установлен надгробный памятник
- Его имя увековечено в Главном Храме Вооружённых сил России, и навсегда запечатлено на мемориале «Дорога памяти»